# A-1603
La A-1603 es una carretera que discurre por el Paisaje protegido de San Juan de la Peña y Monte Oroel. Conecta las localidades de Santa Cruz de la Serós con Bernués, y las carreteras N-240 y A-1205.

## Recorrido
Atraviesa las localidades de Santa Cruz de la Serós, Botaya, y Bernués.
- Datos: Q91659219